# Det enda namn som giver
Det enda namn som giver är en psalm med text skriven 1912 av Axel Theodor Norström och musik skriven 1823 av Henry Rowley Bishop. Texten bearbetades 1985.

## Publicerad i
- Psalmer och Sånger 1987 som nr 368 under rubriken "Fader, Son och Ande - Jesus, vår Herre och broder".[1]